# Дугогасна камера

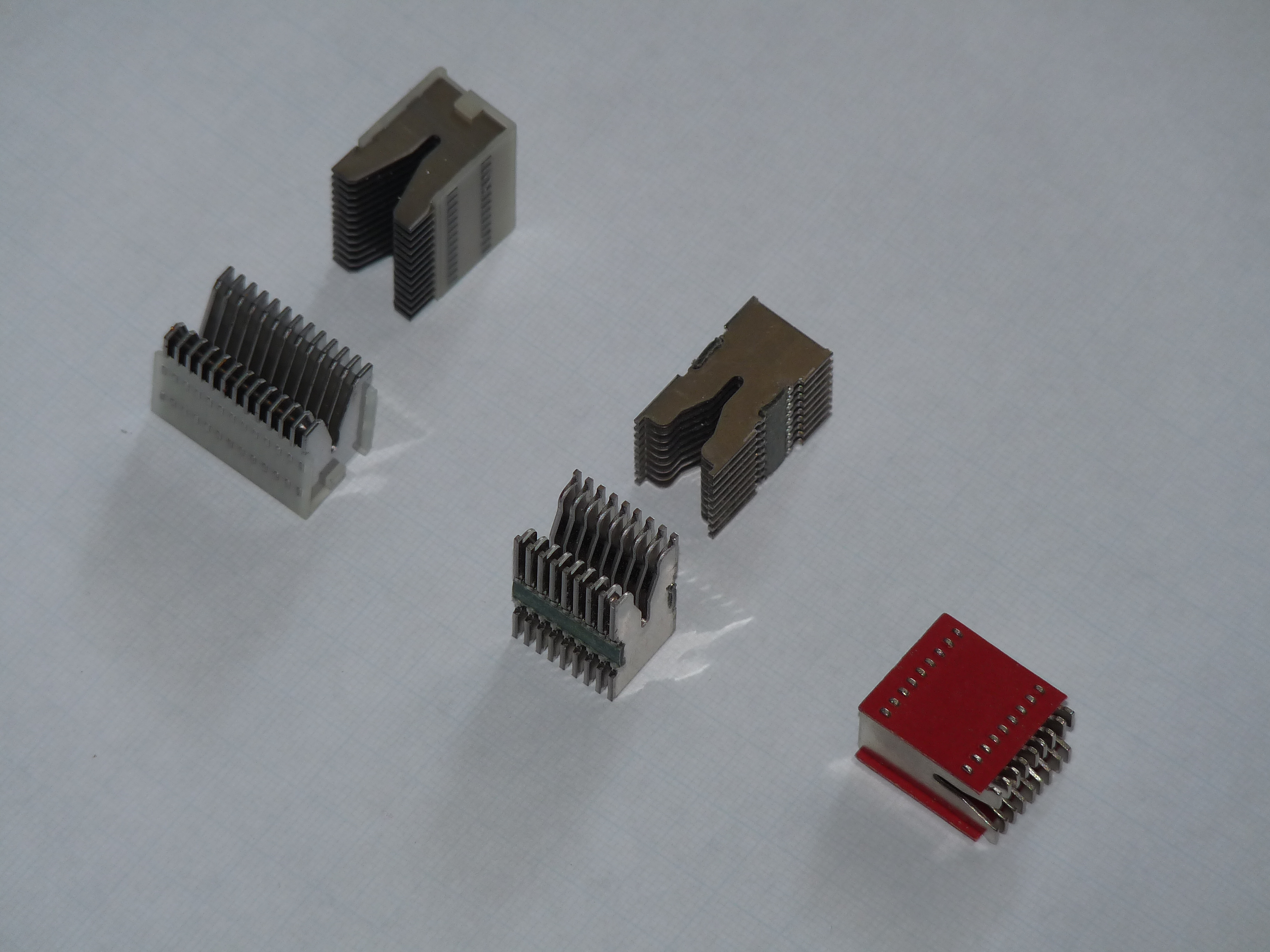
Дугогасні камери автоматичних вимикачів

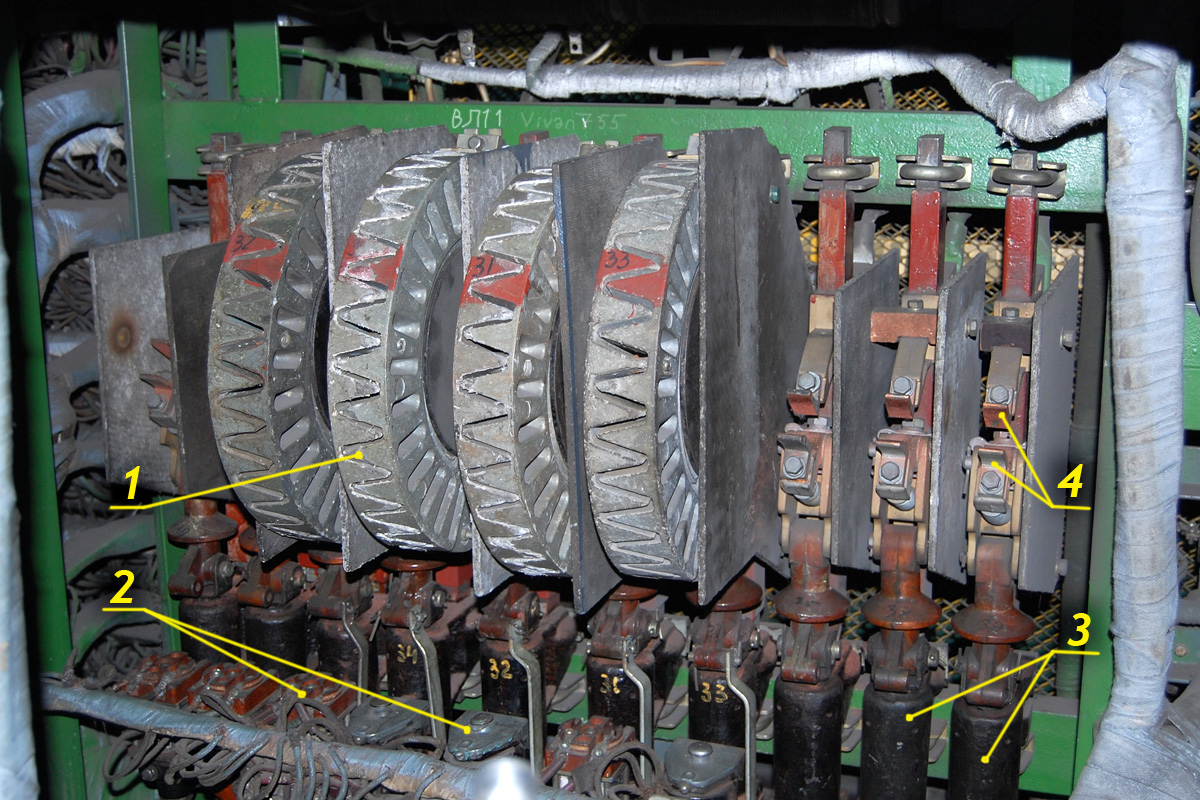
Потужні електропневматичні контактори постійного струму з щілинними дугогасними камерами (1) і без. Електровоз ВЛ11

Дугога́сна ка́мера (англ. arc shute) (комутаційного апарата) — камера, в яку переміщується електрична дуга з метою полегшення її гасіння.

## Правила побудови контактних систем
Основні правила побудови контактних систем та дугогасних пристроїв для забезпечення ефективного гасіння електричної дуги:46:
- швидке розмикання контактів та подвійне розривання кола у полюсі, що забезпечує розтягування дуги та вихід її з міжконтактного проміжку;
- створення умов для швидкого переміщення опорних точок дуги по поверхнях контактів, що зменшує термоелектронну емісію, завдяки якій підтримується струм у дузі;
- інтенсивне охолодження стовпа дуги, що підсилює процеси деіонізації й зменшує кількість електронів у стовпі, підвищує опір дуги та сприяє її згасанню.

Вказані правила в електричних апаратах реалізують дугогасні пристрої різних конструкцій.

## Конструктивні особливості дугогасних камер

### Дугогасна камера з деіонною ґраткою
У дугогасній камері з деіонною ґраткою істотним чинником під час гасіння дуги є її поділ на низку послідовно з'єднаних коротких дуг, які горять між металевими пластинами, що утворюють ґратку Уперше запатентована М. О. Доліво-Добровольським у 1912 році.
В комутаційних апаратах для спрямування дуги у камеру застосовують також електродинамічні петлі різних конструкцій, які, завдяки створюваним ними електродинамічним силам, суттєво прискорюють рух дуги, завдяки чому дуга розтягується, охолоджується й швидше потрапляє у камеру. Прискорення руху дуги у камеру може бути здійснено, якщо у міжконтактному проміжку створити магнітне поле, спрямоване впоперек електричної дуги. Сукупність пристроїв, які створюють магнітне поле, завдяки якому дуга нібито видувається у камеру, називають системами магнітного дуття. Системи магнітного дуття, які застосовують в електричних апаратах (переважно у контакторах), поділяють на системи послідовного, паралельного та незалежного дуття.

### Дугогасна камера з вузькою щілиною
У дугогасній камері з вузькою щілиною істотним чинником під час гасіння дуги є її охолодження стінками камери.
Щілинна камера складається з двох стулок, які виготовляють зі спеціальних негорючих дугостійких пластмас. Стулки охоплюють міжконтактний проміжок, у якому виникає електрична дуга. Простір між стулками навколо контактів називають порожниною, яка звужується на периферії камери й переходить у найбільш вузьку частину — щілину. Оскільки щілина камери контактора орієнтована паралельно до осі електричної дуги, таку камеру називають камерою з подовжньою щілиною. Щілина камери може бути прямолінійною або зигзагоподібною.
Процес дугогасіння в камері пов'язаний з охолодженням дуги у щілині. З точки зору гасіння дуги, найефективнішими і компактними є камери з зигзагоподібними щілинами. З іншого боку, камери з зигзагоподібними щілинами є найменш зносостійкими, тому їх застосовують в апаратах з малою частотою комутацій, до яких не висуваються вимоги щодо великого ресурсу роботи (зносостійкості), і навпаки, до яких висуваються жорсткі вимоги щодо габаритів і маси. Тому в контакторах, які застосовують в електротранспорті, використовують камери, щілини яких мають зигзагоподібну форму.
Менш ефективними й компактними, але більш зносостійкими є камери з прямолінійними щілинами, які, у свою чергу, умовно поділяють на камери з вузькими та широкими подовжніми щілинами. Якщо ширина
щілини є меншою за діаметр дуги при робочому струмі, таку щілину вважають вузькою, а якщо ширина щілини є більшою за діаметр, її вважають широкою. Камери з широкими щілинами є зносостійкими, але і досить габаритними, тому їх застосовують у тих галузях, де зносостійкість має першочергове значення, а габарити апарата відступають на другий план. Такою галуззю є металургія (прокатне виробництво), де частота комутацій контакторів сягає 1200 на годину.

### Залежність від виду струму
В електричних апаратах постійного та змінного струму застосовують подібні дугогасні системи але, враховуючи особливості гасіння дуги змінного струму, відповідні дугогасні системи мають певні особливості. Призначення дугогасних пристроїв змінного струму полягає в тому, щоб сприяти прискоренню поновлення електричної міцності міжконтактного проміжку після переходу струму через нуль, зокрема за рахунок інтенсивного переміщення опорних точок дуги по контактних електродах.